# Jovana Brakočević
Jovana Brakočević (serbisch-kyrillisch Јована Бракочевић; * 5. März 1988 in Zrenjanin, Jugoslawien) ist eine serbische Volleyballspielerin.

## Karriere
Jovana Brakočević spielte von 2006 bis 2016 in der serbischen Nationalmannschaft auf der Diagonalposition. Sie nahm dreimal an Olympischen Spielen teil, erreichte 2008 in Peking Platz fünf, 2012 in London Platz elf und gewann 2016 in Rio de Janeiro die Silbermedaille. Außerdem belegte Brakočević bei der Weltmeisterschaft 2006 Platz drei und wurde 2007 Vizeeuropameisterin sowie 2011 Europameisterin. Hinzu kamen 2009 und 2011 Siege in der Europaliga. Brakočević spielte bei folgenden Vereinen: Poštar 064 Belgrad (2007 serbischer Meister), Spes Volley Conegliano, Guangzhou Evergrande (China), JT Marvelous (Japan), Vakıfbank İstanbul (2013 und 2014 Türkisches Double, 2013 Sieg Champions League und Klub-Weltmeisterschaft) und Azerrail Baku. Nach einer Babypause stieg Brakočević in der Finalrunde der Serie A1 bei Imoco Volley Conegliano ein und wurde italienische Meisterin. 2016/17 spielte sie bei LJ Nordmeccanica Modena und zum Ende der Saison beim kasachischen Altai VC. Seit Dezember 2017 war sie in Rumänien bei CSM Bukarest aktiv und gewann 2018 das nationale Double. Nach einer Saison in Polen bei Budowlani Łódź spielt sie seit 2019 wieder in Italien bei AGIL Volley Novara. Brakočević wurde bei verschiedenen internationalen Wettbewerben mehrfach individuell ausgezeichnet („Wertvollste Spielerin“, „Beste Angreiferin“ etc.).

## Privates
Brakočević ist mit dem Italiener Marcello Canzian verheiratet. Die beiden haben seit 2015 einen Sohn Viktor.